# Dalarnas studentkår
Dalarnas Studentkår är en partipolitiskt och religiöst obunden förening för alla som studerar vid Högskolan Dalarna. Studentkåren är en ideell förening som företräder studenterna vid Högskolan Dalarna i frågor som främst handlar om utbildningsbevakning, studiemiljö samt det studiesociala. Sommaren 2012 tog även Dalarnas Studentkår över verksamheten Näringslivsenheten, förtkortat NLE. NLE har hand om den populära arbetsmarknadsmässan "Propellern", StartCenter, mentorskap samt olika event som bygger på entreprenörskap. Från och med 2016 har man beslutat att lägga ner NLE.  
Studentkåren har två heltidsarvoderade presidialer som väljs av studentkårens medlemsmöte samt tre heltidsanställda - studentombud, kanslichef och verksamhetsutvecklare. Nöjesverksamhet finns på bägge orter på respektive kårhus, Studenternas hus Tenoren i Borlänge och Studenternas hus Kåre i Falun.
I bägge campusorter huserar studentkåren med reception och kontorslokaler på campus. I Borlänge är det i mittemot kunskapstrappan i huvudentrén och i Falun huserar man i ljushallen i Högskolan Dalarnas centrala del.
Dalarnas Studentkår påbörjade sitt första verksamhetsår 2009-07-01 efter att sammanslagningen av Borlänge studentkår och Falu studentkår var genomförd.

## Hedersmedlemmar
Sedan verksamhetsåret 2018/2019 har kårstyrelsen möjlighet att utse hedersmedlemmar hos Dalarnas Studentkår i samband med interna högtider. Tom Edoff (Ordförande 2016/2017-2018/2019) blev den första som utsågs till hedersmedlem hos Dalarnas Studentkår.  
Nuvarande hedersmedlemmar
Tom Edoff (2019)
Pär Rockner (2020)

## Presidialer vid Dalarnas Studentkår
| Läsår/termin | Roll            | Namn                      |
| ------------ | --------------- | ------------------------- |
| 2024/2025    | Ordförande      | Ebba Erkas                |
| 2024/2025    | Vice ordförande | Johanna Gävstedt          |
| 2023/2024    | Ordförande      | Johanna Strickert         |
| 2023/2024    | Vice ordförande | Ebba Erkas                |
| 2022/2023    | Ordförande      | Johanna Strickert         |
| 2022/2023    | Vice ordförande | Ebba Erkas                |
| 2021/2022    | Ordförande      | Johanna Strickert         |
| 2021/2022    | Vice ordförande | Anton Bergström           |
| 2020/2021    | Ordförande      | Anton Petersson           |
| 2020/2021    | Vice ordförande | Anton Bergström           |
| 2019/2020    | Ordförande      | Anton Petersson           |
| 2019/2020    | Vice ordförande | Alfons Gustafsson         |
| 2018/2019    | Ordförande      | Tom Edoff                 |
| 2018/2019    | Vice ordförande | Alfons Gustafsson         |
| 2017/2018    | Ordförande      | Tom Edoff                 |
| 2017/2018    | Vice ordförande | Isak Andersson            |
| 2016/2017    | Ordförande      | Tom Edoff                 |
| 2016/2017    | Vice ordförande | Isak Andersson            |
| 2015/2016    | Ordförande      | Nakheel Sharaya           |
| 2015/2016    | Vice ordförande | Amanda Söderberg          |
| 2014/2015    | Ordförande      | Rolf David Holman         |
| 2014/2015    | Vice ordförande | Amanda Söderberg          |
| VT 2014      | Ordförande      | Rolf David Holman         |
| HT 2013      | Ordförande      | Mathias Eriksson Bauer    |
| 2013/2014    | Vice ordförande | Björn Gunnar Olsson       |
| VT 2013      | Ordförande      | Nathalie Kronqvist        |
| VT 2013      | Vice ordförande | Mathias Eriksson Bauer    |
| HT 2012      | Ordförande      | Kajsa Sköld               |
| HT 2012      | Vice ordförande | Nathalie Kronqvist        |
| 2011/2012    | Ordförande      | Johan Larsson             |
| 2011/2012    | Vice ordförande | Sandra Lindgren           |
| 2010/2011    | Ordförande      | Erik Brunnert Walfridsson |
| 2010/2011    | Vice ordförande | Johan Larsson             |
| 2009/2010    | Ordförande      | Joacim Svensson           |
| 2009/2010    | Vice ordförande | Niklas Mattsson           |
| 2009/2010    | Vice ordförande | Rickard Andersson         |
| 2009/2010    | Vice ordförande | Beatriz Pettersson        |